# Ізраїль на літніх Олімпійських іграх 1972
Ізраїль на літніх Олімпійських іграх 1972 року, які проходили у німецькому місті Мюнхен, був представлений 15 спортсменами (13 чоловіками та 2 жінками) у 7 видах спорту. Прапороносцем на церемоніях відкриття та закриття Олімпійських ігор був стрілок Генрі Гершкович.
Ізраїль вшосте взяв участь у літніх Олімпійських іграх. Ізраїльські спортсмени не завоювали жодної медалі.
Під час теракту 5 вересня загинуло 5 ізраїльських спортсменів, 2 арбітрів та 4 тренерів. (Див.: Теракт на мюнхенській Олімпіаді). Після теракту усі ізраїльські спортсмени завершили змагання та повернулися на батьківщину.

## Боротьба
Чоловіки
| Стиль                  | Категорія | Спортсмен      | Раунд 1                              | Раунд 2                              | Раунд 3                              | Раунд 4                              | Раунд 5                              | Фінал                                | Фінал                                |
| Стиль                  | Категорія | Спортсмен      | Суперник Результат                   | Суперник Результат                   | Суперник Результат                   | Суперник Результат                   | Суперник Результат                   | Суперник Результат                   | Місце                                |
| ---------------------- | --------- | -------------- | ------------------------------------ | ------------------------------------ | ------------------------------------ | ------------------------------------ | ------------------------------------ | ------------------------------------ | ------------------------------------ |
| Вільна боротьба        | −48 кг    | Гад Цобарі     | Аттіла Латак (HUN) L 0,5-3,5         | Огнян Николов (BUL) L 2-4            | завершив змагання                    | завершив змагання                    | завершив змагання                    | завершив змагання                    | завершив змагання                    |
| Вільна боротьба        | −68 кг    | Еліезер Галфін | Алі Шахін (TUR) L 1-3                | Джагруп Сіндх (IND) W 4–3            | Йожеф Ружняк (HUN) L 3-4             | завершив змагання. Загинув у теракті | завершив змагання. Загинув у теракті | завершив змагання. Загинув у теракті | завершив змагання. Загинув у теракті |
| Греко-римська боротьба | −82 кг    | Марк Славін    | загинув у теракті до початку змагань | загинув у теракті до початку змагань | загинув у теракті до початку змагань | загинув у теракті до початку змагань | загинув у теракті до початку змагань | загинув у теракті до початку змагань | загинув у теракті до початку змагань |

## Важка атлетика
| Спортсмен         | Категорія  | Прес (кг) | Ривок (кг) | Поштовх (кг) | Разом (кг) | Місце | Прим.                                                        |
| ----------------- | ---------- | --------- | ---------- | ------------ | ---------- | ----- | ------------------------------------------------------------ |
| Зеєв Фрідман      | до 56 кг   | 102.5     | 102.5      | 125.0        | 330.0      | 12    | Загинув у теракті 5 вересня                                  |
| Йоссеф Романо     | до 75 кг   | —         | —          | —            | —          | —     | Травмував руку під час змагань. Загинув у теракті 5 вересня. |
| Давид Марк Бергер | до 82,5 кг | 132.5     | 122.5      | —            | —          | —     | Загинув у теракті 5 вересня.                                 |

## Вітрильний спорт
| Спортсмен             | Клас              | Заплив | Заплив | Заплив | Заплив | Заплив | Заплив | Заплив | Сума балів | Місце |
| Спортсмен             | Клас              | 1      | 2      | 3      | 4      | 5      | 6      | 7      | Сума балів | Місце |
| --------------------- | ----------------- | ------ | ------ | ------ | ------ | ------ | ------ | ------ | ---------- | ----- |
| Яір Міхаелі Іцхак Нір | Летючий голандець | 28     | 22     | 22     | 19     | 25     | 19     | DNS    | 171.0      | 26    |

## Легка атлетика
| Спортсмен           | Дисципліна               | Раунд             | Результат                                                      | Місце    | Прим.                                    |
| ------------------- | ------------------------ | ----------------- | -------------------------------------------------------------- | -------- | ---------------------------------------- |
| Шаул Ладані         | 20 км, ходьба, чоловіки  |                   | —                                                              | —        | не стартував                             |
| Шаул Ладані         | 50 км, ходьба, чоловіки  |                   | 4:24:38.6 год (also entered for 20 km walk, but did not start) | 19       |                                          |
| Естер Рот-Шахаморов | 100 м, жінки             | Відбірковий раунд | 11.45 с                                                        | 11 місце | Q                                        |
| Естер Рот-Шахаморов | 100 м, жінки             | Чвертьфінал       | 11.46 с                                                        | 10 місце | Q                                        |
| Естер Рот-Шахаморов | 100 м, жінки             | Півфінал          | 11.49 с                                                        | 9 місце  |                                          |
| Естер Рот-Шахаморов | 100 м з бар'єрами, жінки | Відбірковий раунд | 13.17 с                                                        | 7 місце  | Q                                        |
| Естер Рот-Шахаморов | 100 м з бар'єрами, жінки | Півфінал          | DNS                                                            | —        | завершила виступи через теракт 5 вересня |

## Плавання
| Спортсмен  | Дисципліна          | Раунд              | Час     | Місце | Прим.              |
| ---------- | ------------------- | ------------------ | ------- | ----- | ------------------ |
| Шломіт Нір | 100 м брасом, жінки | Відбірковий заплив | 1:20.90 | 34    | не кваліфікувалася |
| Шломіт Нір | 200 м брасом, жінки | Відбірковий заплив | 2:53.60 | 32    | не кваліфікувалася |

## Стрільба
Чоловіки
| Спортсмен       | Дисципліна                      | Фінал | Фінал |
| Спортсмен       | Дисципліна                      | Бали  | Місце |
| --------------- | ------------------------------- | ----- | ----- |
| Генрі Гершкович | гвинтівка, 50 м лежачи          | 593   | 23    |
| Генрі Гершкович | гвинтівка, 50 м з трьох позицій | 1114  | 46    |
| Зеліг Штрох     | гвинтівка, 50 м лежачи          | 589   | 57    |

## Фехтування
|                    | Дисципліна           | Спортсмен         | Раунд   | Поєдинки                       | Поєдинки                       | Поєдинки                         | Поєдинки                      | Поєдинки                      | Місце |
| Суперник Результат | Дисципліна           | Спортсмен         | Раунд   | Суперник Результат             | Суперник Результат             | Суперник Результат               | Суперник Результат            |                               | Місце |
| ------------------ | -------------------- | ----------------- | ------- | ------------------------------ | ------------------------------ | -------------------------------- | ----------------------------- | ----------------------------- | ----- |
| Чоловіки           | індивідуальна рапіра | Дан Алон          | раунд 1 | Джон Буч'єр-Гейс (IRL) W 5–1   | Арканджело Пінеллі (ITA) W 5–3 | Клаус РайхертПінеллі (FRG) W 5–3 | Едуардо Хонс (CUB) L 3–5      | Бернар Тальвар (FRA) L 0–5    |       |
| Чоловіки           | індивідуальна рапіра | Дан Алон          | раунд 2 | Омар Вергара (ARG) W 5–1       | Францішек Кукаль (TCH) W 5–4   | Грем Пол (GBR) L 4–5             | Вітольд Войда (POL) L 0–5     | Даніель Ревеню (FRA) L 0–5    |       |
| Чоловіки           | індивідуальна рапіра | Єгуда Вайзенштайн | раунд 1 | Стефано Сімончеллі (ITA) L 2–5 | Джон Нонна (USA) W 5–2         | Грем Пол (GBR) W 5–3             | Марек Данбровські (POL) L 3–5 | Володимир Денисов (URS) L 4–5 |       |
| Чоловіки           | індивідуальна рапіра | Єгуда Вайзенштайн | раунд 2 | Джозеф Фрімен (USA) L 0–5      | Гіроші Накадзіма (JPN) L 3–5   | Гільєрмо Саукедо (ARG) L 1–5     | Міхай Тіу (ROU) L 0–5         | Василь Станкович (URS) L 0–5  |       |